# Plautyra shannoni
Plautyra shannoni är en tvåvingeart som beskrevs av Lane 1947. Plautyra shannoni ingår i släktet Plautyra och familjen platthornsmyggor. Inga underarter finns listade i Catalogue of Life.